# Pilosella macrostolona
Pilosella macrostolona — вид рослин із родини айстрових (Asteraceae).

## Середовище проживання
Зростає у Європі (Німеччина, Австрія, Польща, Чехія, Боснія та Герцеговина, Румунія, Україна, євр. Росія).